# 497

497(사백구십칠)은 496보다 크고 498보다 작은 자연수다.

## 수학
- 합성수로, 그 약수는 1, 7, 71, 497이다. 진약수의 합은 79이므로, 497은 부족수다.
- {\displaystyle 497=89+97+101+103+107}
  - 연속하는 소수(素數) 5개의 합으로 나타낼 수 있으며, 이 성질을 지닌 앞의 수는 473, 다음 수는 517이다.
- {\displaystyle 497=2\times 3+3\times 5+5\times 7+7\times 11+11\times 13+13\times 17}
- {\displaystyle 72^{3}-1}은 497로 나누어떨어진다.

## 과학
- NGC 497(영어판): 고래자리 방향에 있는 막대나선은하.

## 교통
- 일본 497번 국도: 현재 니시큐슈 자동차도(일본어판)로 지정되어 있다.
- 현도 제497호선

## 문화유산
- 대한민국의 보물 제497호: 양양 오색리 삼층석탑
- 대한민국의 사적 제497호: 서울 이화장

## 방송
- 스카이라이프의 애니원 채널 번호.

## 기타
- 연도: 497년, 기원전 497년